# 长春内日定
长春内日定（英語： 或 vineridin）是一种含氮有机化合物，分子式C
22H
26N
2O
5，属于一种长春花生物鹼。